# 烏斯季尼夫卡 (奧列夫斯克區)
51°20′27″N 27°56′14″E / 51.34083°N 27.93722°E
烏斯季尼夫卡（烏克蘭語：Устинівка），是烏克蘭北部的村莊，隸屬日托米爾州的科羅斯滕區。該村始建於1545年，面積0.65平方公里，海拔高度175米，2001年人口145，人口密度每平方公里223.08人。